# Akçe

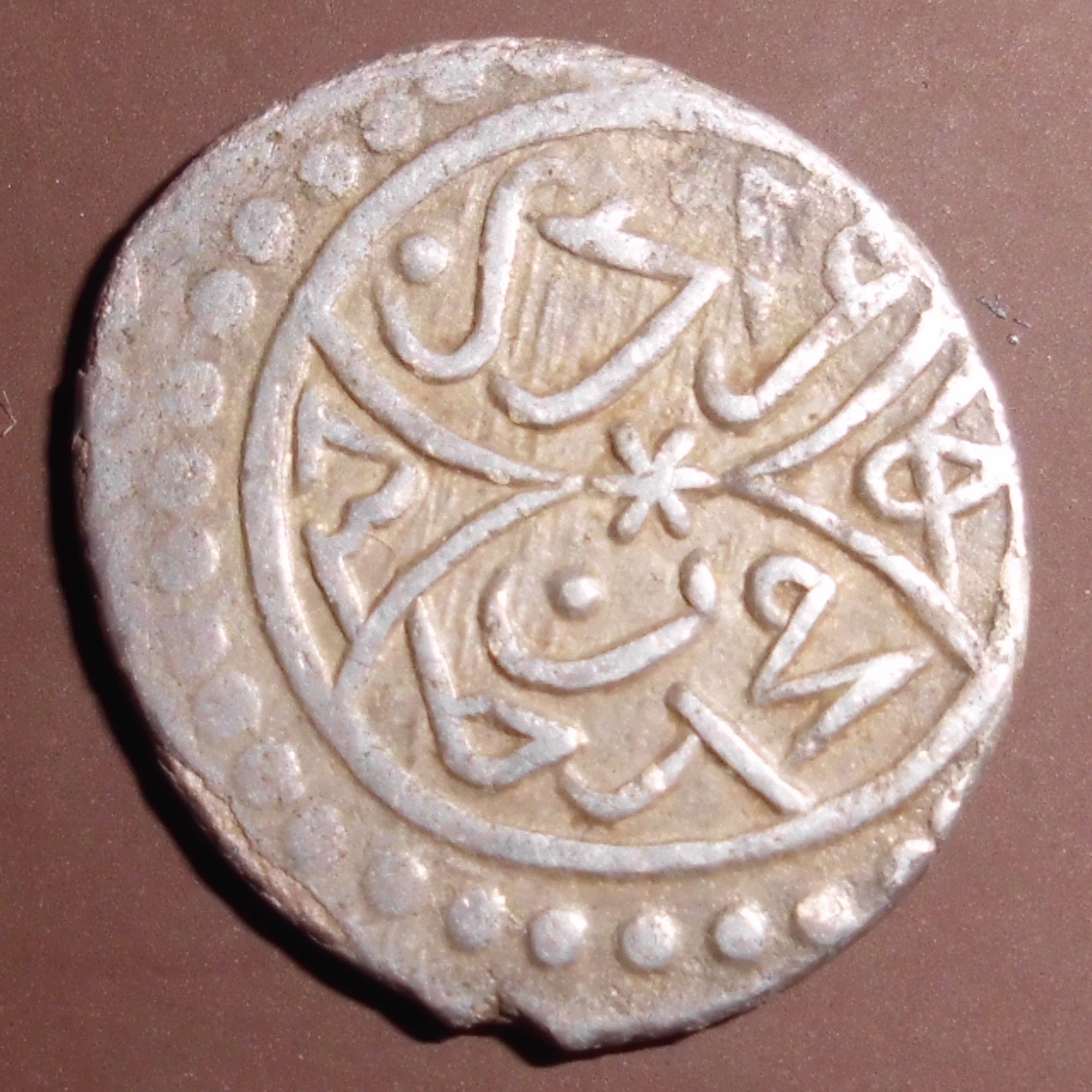
Akçe emitido por el sultán Murad II en el 834AH/1430 d. C., el anverso.

El akçe era una moneda turca de plata de 2,9 g. Fue acuñada por primera vez por orden del sultán otomano Osmán I teniendo como modelo una moneda de los emperadores de Trebisonda denominada asper, y estaba destinada a la recaudación de un impuesto personal.
Este impuesto fue una innovación condenable desde el punto de vista de la ortodoxia musulmana, por su aplicación a todas las personas. Durante más de un siglo, fue la única moneda de plata del Imperio otomano.
La mezquita de Suleiman I habría costado 59 millones de akçes en 1550.

## Akçe y altun
En 1454 Mehmed II introdujo una nueva unidad, el altun, con un valor de 60 akçe. Hacia 1700, valía entre 300 y 400 akçe.

## Akçe y para
Con la reforma monetaria de Ahmed III (1703-1730), un akçe pasó a valer 3 para, y en 1800, apenas 0,1 para. El akçe continuó depreciándose, hasta llegar a contener sólo 0,1 g de plata. Fue retirada de circulación durante el sultanato de Mahmud II (1808-1839).
- Datos: Q424754
- Multimedia: Akçe / Q424754